# Lijst van delegatieleiders Europees Parlement CDA
Hieronder staat een lijst van delegatieleiders van de CDA in het Europees Parlement.

## Delegatieleiders
| Delegatieleider | Delegatieleider              | Delegatieleider                           | Termijn                         | Periode   |
| --------------- | ---------------------------- | ----------------------------------------- | ------------------------------- | --------- |
|                 | B. (Bouke) Beumer            | drs. B. (Bouke) Beumer (1934)             | 17 juli 1979 – 24 juli 1989     | 1979–1984 |
| 1984–1989       | B. (Bouke) Beumer            | drs. B. (Bouke) Beumer (1934)             | 17 juli 1979 – 24 juli 1989     |           |
|                 | J.J.M. (Jean) Penders        | drs. J.J.M. (Jean) Penders (1939)         | 24 juli 1989 – 19 juli 1994     | 1989–1994 |
|                 | J.R.H. (Hanja) Maij-Weggen   | J.R.H. (Hanja) Maij-Weggen (1943)         | 19 juli 1994 – 1 oktober 2003   | 1994–1999 |
| 1999–2004       | J.R.H. (Hanja) Maij-Weggen   | J.R.H. (Hanja) Maij-Weggen (1943)         | 19 juli 1994 – 1 oktober 2003   |           |
|                 | M.G.H.C. (Ria) Oomen-Ruijten | M.G.H.C. (Ria) Oomen-Ruijten (1950)       | 1 oktober 2003 – 20 juli 2004   |           |
|                 | C.M.P.S. (Camiel) Eurlings   | ir. C.M.P.S. (Camiel) Eurlings (1973)     | 20 juli 2004 – 22 februari 2007 | 2004–2009 |
|                 | M.G.H.C. (Ria) Oomen-Ruijten | M.G.H.C. (Ria) Oomen-Ruijten (1950)       | 22 februari 2007 – 14 juli 2009 | 2004–2009 |
|                 | W.G.J.M. (Wim) van de Camp   | mr.ing. W.G.J.M. (Wim) van de Camp (1953) | 14 juli 2009 – 1 juli 2014      | 2009–2014 |
|                 | E.M.R. (Esther) de Lange     | E.M.R. (Esther) de Lange (1975)           | 1 juli 2014 – 15 februari 2024  | 2014–2019 |
| 2019–2024       | E.M.R. (Esther) de Lange     | E.M.R. (Esther) de Lange (1975)           | 1 juli 2014 – 15 februari 2024  |           |
|                 | T.B.W. (Tom) Berendsen       | T.B.W. (Tom) Berendsen (1983)             | 15 februari 2024 – heden        |           |